# Référendum australien de 1916

Carte des résultats. Le vert représente le oui, le rouge le non et le gris désigne un résultat inconnu.

Le Plébiscite australien de 1916 eut lieu le 28 octobre 1916. Ce fut le premier plébiscite d'Australie, et il contenait une seule question concernant le service militaire.

## Le plébiscite
Le gouvernement organisa ce référendum pendant la Première Guerre mondiale, car il désirait augmenter les troupes disponibles pour un service à l'étranger. Ce vote fut mené selon le « Military Service Referendum Act 1916 ». Il faisait partie d'un débat plus large sur la conscription durant la guerre.

## Résultats
La question posée était : 

« Êtes-vous favorable à ce que, dans cette situation d'exception, le gouvernement ait, pendant la durée de la guerre, les mêmes pouvoirs coercitifs sur les citoyens concernant leur service militaire à l'extérieur du Commonwealth que ceux qu'il possède déjà pour l'intérieur du Commonwealth ? »

| État | Inscrits  | Votants    | Pour      | Pour   | Contre    | Contre | Nuls   | Résultats |
| État | Inscrits  | Votants    |           | %      |           | %      | Nuls   | Résultats |
| Nouvelle-Galles du Sud                                                                                             | 1 055 986 | 858 399    | 356 805   | %42.92 | 474 544   | %57.08 | 27 050 | Non       |
| Victoria | 824 972   | 696 684    | 353 930   | %51.88 | 328 216   | %48.12 | 14 538 | Oui       |
| Queensland | 366 042   | 309 921    | 144 200   | %47.71 | 158 051   | %52.29 | 7 670  | Non       |
| Australie-Méridionale                                                                                              | 262 781   | 211 252    | 87 924    | %42.44 | 119 236   | %57.56 | 4 092  | Non       |
| Australie-Occidentale                                                                                              | 167 602   | 140 648    | 94 069    | %69.71 | 40 884    | %30.29 | 5 695  | Oui       |
| Tasmanie | 107 875   | 88 231     | 48 493    | %56.17 | 37 833    | %43.83 | 1 905  | Oui       |
| États et territoires de l'Australie                                                                                | 4 572     | 3 468      | 2 136     | %62.73 | 1 269     | %37.27 | 63     | Oui       |
| Total pour le Commonwealth                                                                                         | 2 789 830 | 2 308 603* | 1 087 557 | %48.39 | 1 160 033 | %51.61 | 61 013 | Non       |
| A obtenu la majorité dans quatre États sur sept, mais un écart total de 72 476 voix en défaveur de la proposition. |           |            |           |        |           |        |        |           |
| Rejeté |           |            |           |        |           |        |        |           |

* Dont 133 813 voix des membres des forces impériales australiennes, où il y eut 72 399 pour et 58 894 contre, et 2 520 bulletins nuls.